# Mischlichtlampe
Eine Mischlichtlampe (englisch self-ballasted mercury lamp) ist eine Sonderform der Quecksilberdampf-Hochdrucklampe, in der zusätzlich zum Gas-Entladungsrohr (Brenner) noch eine Glühwendel eingebaut ist.

## Funktionsweise/Eigenschaften
Die Glühwendel ist innerhalb der Lampe in Reihe zum Brenner geschaltet und dient neben der Lichterzeugung auch zur Strombegrenzung.
Durch die Glühwendel als Vorwiderstand kann die Lampe direkt an 230 Volt und ohne Vorschaltgerät betrieben werden.
|  |  |  |

Die Farbwiedergabe liegt im Bereich 2A/2B, weist ca. einen Wert von 60 bis 70 auf und fällt damit etwas besser aus als bei den reinen Quecksilberdampflampen. Die Lichtausbeute beträgt bei der Mischlichtlampe in der 250-W-Version 22 lm/W und liegt damit deutlich unter der Lichtausbeute einer Quecksilberdampf-Hochdrucklampe mit vergleichbarer Leistung.
Die Farbtemperatur ist bei beiden Lampenarten mit annähernd 4000 K gleich.
Im Vergleich mit der Glühlampe ist die Farbwiedergabe wesentlich schlechter. Dafür ist die Lichtausbeute bei der Mischlichtlampe um bis zu 50 % höher.
Allgemeines:
- Die Lampe hat einen ca. 30 % höheren Anlaufstrom als Betriebsstrom
- Die Lampe ist in 100 W, 160 W und 250 W für Sockel E27 und in 250 W und 500 W für Sockel E40 verfügbar.

## Vor- und Nachteile
Vorteile
- kann an Stelle von Glühlampen eingesetzt werden, da weder ein Vorschaltgerät noch ein Zündgerät erforderlich ist
- mit 4000 Stunden Lebensdauer langlebiger als normale Glühlampen
- erreichen sofort nach Einschalten eine Lichtabgabe, die deutlich über der einer reinen Quecksilberdampflampe liegt
- in Grenzen dimmbar

Nachteile
- hohe Anschaffungskosten von 9 bis 30 € pro Lampe
- geringe Lichtausbeute von 18 bis 27 lm/W
- senkrechte Betriebsstellung vorgegeben (± 45°)
- kann nach dem Ausschalten nicht sofort wieder gestartet werden (ca. 3 Min. Wartezeit)

Anmerkung: Lebensdauer, Betriebslage und Wiederzündverhalten sind herstellerabhängig.

## Einsatzgebiete
- Industriehallenbeleuchtung
- Beleuchtung für Pflanzen und Tiere
- vereinzelt in der Straßenbeleuchtung
- Privathaushalte
- Sonderanwendungen, bei denen kein Vorschaltgerät installiert werden kann

## Typische Daten für 100W
Anwendungsdaten (Philips)
Brennstellung: vbu/vbd30
Allgemeine beschreibende Daten
- ILCOS: QB-100-225/235-E27
- Sockel: E27

Elektrische Angaben:
- Konstruktionsleistung:  104 W
- Nennleistung (Verpackung):  100 W

Geometriedaten:
- Länge: 155 mm
- Durchmesser: 71 mm

Lebensdauer: 10.000 h
Lichttechnische Daten:
- Farbtemperatur:  3.300 K
- Farbwiedergabestufe: 2A
- Farbwiedergabeindex: Ra 72
- Lichtausbeute: 10,5 lm/W
- Lichtstrom: 1.100 lm

## Typische Daten für 250W
Anwendungsdaten (Osram)
Brennstellung: hs45
Allgemeine beschreibende Daten:
- ILCOS: QB/R-250/38/2B-E225-E40-90/226
- Sockel: E27

Elektrische Angaben:
- Konstruktionsleistung:  270 W
- Nennleistung (Verpackung):  250 W

Geometriedaten:
- Länge: 226 mm
- Durchmesser: 91 mm

Lebensdauer: 10.000 h
Lichttechnische Daten:
- Farbtemperatur:  3.800 K
- Farbwiedergabestufe: 2B
- Farbwiedergabeindex: Ra 60…69
- Lichtausbeute: 22 lm/W
- Lichtstrom: 5.600 lm
- Leuchtdichte: 5 cd/cm²